# マーク・グリーン (アメリカンフットボール)
マーク・グリーン（Mark Green 1967年3月22日- ）はカリフォルニア州リバーサイド出身のアメリカンフットボール選手。NFLのシカゴ・ベアーズでプレーした。ポジションはランニングバック。

## 経歴
ノートルダム大学の1年次である1985年、チームは5勝6敗に終わり、12月にルー・ホルツが新ヘッドコーチに就任した。前任のヘッドコーチが息子のように選手たちを扱っていたのと異なり、ホルツは選手と距離を置いていたという。ホルツがヘッドコーチに就任して3年目の1988年、チームは無敗で全米チャンピオンとなった。この年3人のキャプテンの1人となったグリーンは、ランで646ヤード、レシーブで155ヤードを獲得した。1989年1月のフィエスタボウルではウェストバージニア大学を破っている。
1989年のNFLドラフト5巡でシカゴ・ベアーズに指名されて入団した。
NFL最初のランで37ヤードのTDランをあげている。4年間でレギュラーシーズン53試合に出場、プレーオフにも3試合出場している。
1992年シーズン終了後、現役を引退した。引退後はフードサービス業のアラマークで出世階段を上り続けている。